# Быков, Павел Михайлович
Павел Михайлович Быков (1888, Екатеринбург, Пермская губерния — 1953, Ленинград) — российский революционер, советский организатор кинопроизводства, партийно-хозяйственный работник, публицист. Автор книги «Последние дни Романовых» (1926), в которой с большевистских позиций описал обстоятельства убийства царской семьи на Урале.

## Биография

### Учёба и становление личности
Из семьи мелкого торговца. В 1904—1906 годах после окончания Екатеринбургского городского училища работал делопроизводителем в инспекции страхового общества Екатеринбурга, чернорабочим на медном руднике Пышминско-Ключевского медеплавильного завода, конторщиком приисковой конторы Каратабыно-Баратабынских приисков, делопроизводителем Судебного Пристава в Екатеринбурге, слесарем механического цеха завода в Златоусте, учился в земской фельдшерской школе в Казани. Осенью 1906 года вернулся в Екатеринбург, где до мая 1907 года работал весовщиком на медном руднике.

### Начало революционной деятельности
В 1904 году вступил в большевистскую фракцию РСДРП. Участник революции 1905—1907 годов, вёл революционную работу в Екатеринбурге, Златоусте, Уфе, Казани. В 1907 году дважды арестовывался за политическую деятельность. Между арестами работал хроникером в газетах «Урал» и «Уральская жизнь». В тюрьме познакомился с Яковом Свердловым. После второго ареста был сослан осенью 1908 года в город Кемь Архангельской губернии. По окончании ссылки вернулся на Урал и работал в различных местных газетах.

### В годы Первой мировой войны
В годы Первой мировой войны был призван в Русскую императорскую армию. Служил прапорщиком 124-го пехотного запасного полка Екатеринбургского гарнизона.
После Февральской революции выступил с инициативой создания Совета солдатских депутатов, 19 марта был избран его председателем, а уже через несколько дней стал председателем Екатеринбургского городского Совета рабочих и солдатских депутатов, а также редактором выпускавшейся Советом газеты «Борьба». В апреле того же года участвовал во Всероссийском совещании Советов, 1-м и 2-м Уральских областных съездах Советов.
В мае 1917 года под давлением эсеров, организовавших перевыборы, был вынужден покинуть пост председателя Совета. Спустя месяц стал заместителем председателя и секретарём исполкома Екатеринбургского окружного Совета, выездным инструктором Уралобкома РСДРП(б).

### Октябрьская революция
В октябре 1917 года был командирован в Петроград для участия во II Всероссийском съезде Советов, на котором его избрали членом Президиума ВЦИК. По поручению Петроградского военно-революционного комитета 22 октября 1917 года, в «День Петроградского Совета», выступал на Обуховском заводе, в казармах неподалёку от Смольного и на большом солдатском митинге в манеже на Загородном проспекте. 24 октября 1917 года выступал на митинге в Петропавловской крепости перед самокатчиками и добился принятия резолюции в поддержку вооружённого восстания и Петроградского Совета. Принял непосредственное участие в Октябрьском вооружённом восстании, в ходе которого руководил подавлением выступления юнкеров Владимирского училища.

### В годы Гражданской войны в России
По возвращении в Екатеринбург 16 ноября 1917 года был вновь избран председателем Екатеринбургского городского Совета рабочих и солдатских депутатов и оставался на этом посту до мая 1918 года. В апреле того же года стал руководителем Коллегии по делам военнопленных и беженцев Уральского облсовета. Содействовал доставке семьи Николая II из Тобольска в Екатеринбург.
После того как большевики оставили Екатеринбург, был комиссаром в составе Восточного фронта, редактировал газеты «Солдат революции», «Красноармеец», «Красный набат».
Вернулся в Екатеринбург после занятия его Красной армией летом 1919 года и возглавил революционный комитет. Заведовал губернским отделом юстиции, а также был председателем Екатеринбургского уездно-городского ревкома. Проработав недолго на этих должностях, ушёл в Третью армию, а после окончания активных боевых действий на Восточном фронте возглавил культурно-просветительскую работу в Первой Трудовой армии.

### Партийно-хозяйственный работник
В марте 1920 года был назначен председателем Екатеринбургского губернского ревтрибунала. В 1921 году — заведующий Уральским областным отделением Российского телеграфного агентства (РОСТА), один из организаторов и руководителей Дома печати, редактор газеты «Уральская новь». С осени 1922 года возглавлял Уральское областное отделение Госиздата, затем — правление акционерного издательства «Уралкнига». С 1924 по 1928 год работал уполномоченным Госкино по Уралу, Сибири и Дальнему Востоку.
В сентябре 1928 года Центральный Комитет РКП(б) отозвал его на работу в Ленинград. В 1928—1929 годах работал заместителем директора Ленинградской фабрики Совкино, затем возглавлял областное отделение Совкино, был директором Бюро новизны Комитета по изобретательству при Совнаркоме СССР. В 1933—1935 годах — ответственный секретарь бюро Ленинградского отделения Общества старых большевиков. В 1935—1939 годах — на ответственной работе в аппарате Ленинградского обкома и горкома ВКП(б). В 1939 году в связи с болезнью перешёл на пенсию, работал директором дома отдыха «Большевик» в Териоках. В октябре 1941 года пошёл работать на оборону — слесарем на завод «Судомех». С февраля 1942 по 1944 год находился в эвакуации в Калининской области. По возвращении в Ленинград занимался литературным трудом, готовил к печати книгу воспоминаний.

## Семья
- Брат — Виктор Михайлович Быков (1880—1925), горный техник, большевик. В 1898 году окончил Екатеринбургское горное училище, работал в Златоусте сталелитейным мастером. Состоял в Обществе уральских горных техников[7]. Ввёл Павла в круг уральских революционеров[3].

## Публицист
В 1921 году в сборнике «Рабочая революция на Урале», вышедшем в Екатеринбурге к четвёртой годовщине Октябрьской революции, опубликовал статью «Последние дни последнего царя». Сборник тиражом в десять тысяч экземпляров после выхода был конфискован и уничтожен. Эту работу следователь Н. А. Соколов посчитал очень важным, хотя и крайне тенденциозным, материалом по раскрытию обстоятельств убийства царской семьи. Историк В. М. Хрусталёв писал, что советская власть заказала написание этой статьи с целью окончательно дискредитировать даже память о династии Романовых.
Быков был ознакомлен с материалами следствия Соколова, опубликованными в виде книги «Убийство царской семьи», вышедшей в 1925 году в Берлине, и получил партийное задание написать книгу на ту же тему, но с большевистских позиций. В 1926 году выпустил в Свердловске книгу «Последние дни Романовых», рассказывающую об убийстве царской семьи. В этой книге, в отличие от статьи 1921 года, были перечислены фамилии убийц членов династии Романовых на Урале (лишь фамилия И. Ф. Колпащикова, убийцы великого князя Михаила Александровича, была искажена). Однако в переизданном в 1930 году в Свердловске варианте фамилии участников расстрела царской семьи были вновь изъяты. В том же году книга была переиздана в Москве и Ленинграде, а в 1934 году — в Лондоне.

## Сочинения
- Последние дни последнего царя // Рабочая революция на Урале. Эпизоды и факты. — Екатеринбург, 1921. — С. 3—29.
- 'Последние дни Романовых / Под ред. и с предисл. А. Таняева. — Свердловск: Уралкнига, 1926. — 130 с., ил.
- Красная Армия в борьбе за Урал. — Свердловск: Истпарт, 1928. — 66 с.
- Последние дни Романовых / П. М. Быков. — Москва; Ленинград: Гос. изд-во, 1930 (М.: 1-я Образцовая тип.). — 109 с.
- The last days of Tsardom. — L.: Martin Lawrence, 1934.
- The last days of Tsar Nicholas. — New York: International Publishers, 1935.
- Последние дни Романовых. — Свердловск: Уральский рабочий, 1990. — 110 с., ил.
- Последние дни Романовых. — М.: Бук Чембэр Интернэшнл, 1991. — 111 с. ISBN 5-85020-070-3
- Последние дни Романовых. — Алма-Ата: МГП «Асем», 1991. — 112 с., ил.

## Память
В 1960-е годы в честь братьев Быковых была переименована одна из улиц Свердловска.